# Viljandi
Viljandi (tyska: Fellin, svenska: Fellin) är en stad som utgör en egen kommun (stadskommun) i landskapet Viljandimaa i södra Estland. Det är landets sjätte största stad med cirka 17 000 invånare och centralort i Viljandimaa. Den är belägen 161 km söder om Tallinn, 81 km väster om Tartu och 97 km öster om Pärnu.

## Historia
Här fanns en fornborg, som under 1200-talet intogs av de tyska ordensriddarna och gjordes till en av de starkaste fästningarna i Livland. Stadsrättigheter beviljades troligen i mitten av 1200-talet. Då Viljandi förstördes upprepade gånger (livländska kriget 1558-1583 och svensk-polska krig 1600-1622) försvann också stadsrättigheterna. De återinfördes slutgiltigt av Katarina II genom en ukas 1783. Järnvägen Viljandi-Türi-Tallinn färdigställdes 1901.

## Geografi
Viljandi har ett vackert läge vid en långsträckt sjö, Viljandi järv, i den breda dalgång som förbinder Võrtsjärv med floden Pärnu. Runt Viljandi är det ganska tätbefolkat, med 104 invånare per kvadratkilometer. Trakten kring Viljandi har av gammalt benämnts Estlands kornbod och omgivningarna runt staden är en mosaik av jordbruksmark och naturlig växtlighet.

### Karta

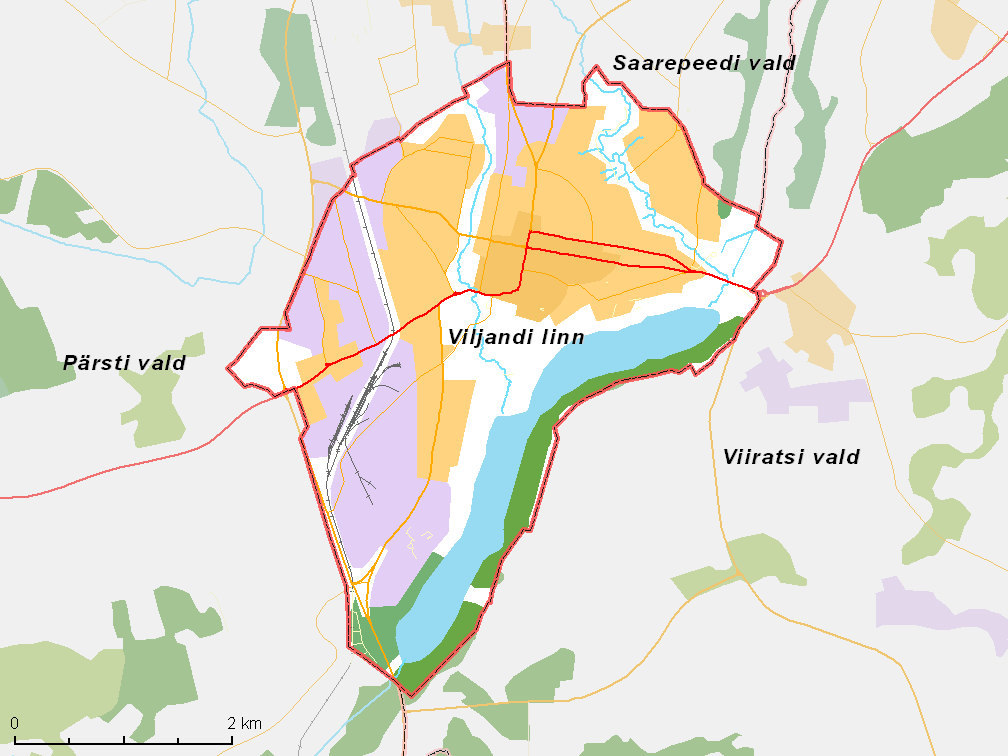
Översiktlig karta över staden. Notera att de angränsande kommunerna sedan 2013 ingår i Viljandi kommun.

## Sport
- JK Viljandi Tulevik – fotbollsklubb
- FC Viljandi – tidigare fotbollsklubb
- Viljandi linnastaadion – stadion i Viljandi.

## Vänorter
| Tyskland | Ahrensburg, Tyskland     |
| Sverige  | Eslöv, Sverige           |
| USA      | Frostburg, Maryland, USA |
| Sverige  | Härnösand, Sverige       |
| Finland  | Borgå, Finland           |
| Lettland | Valmiera, Lettland       |

### Kontaktort
| Tyskland | Stade, Tyskland |

## Galleri

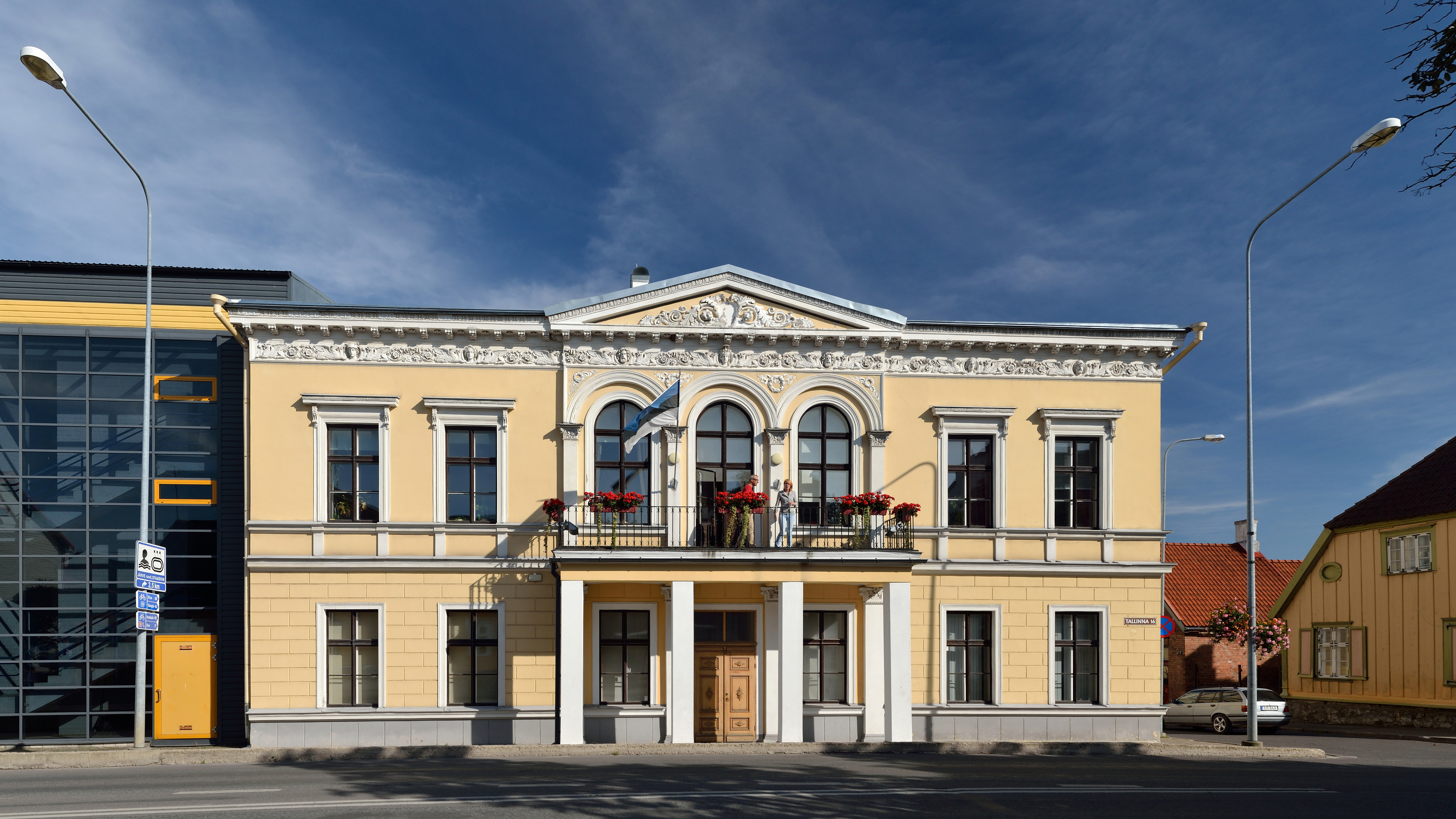
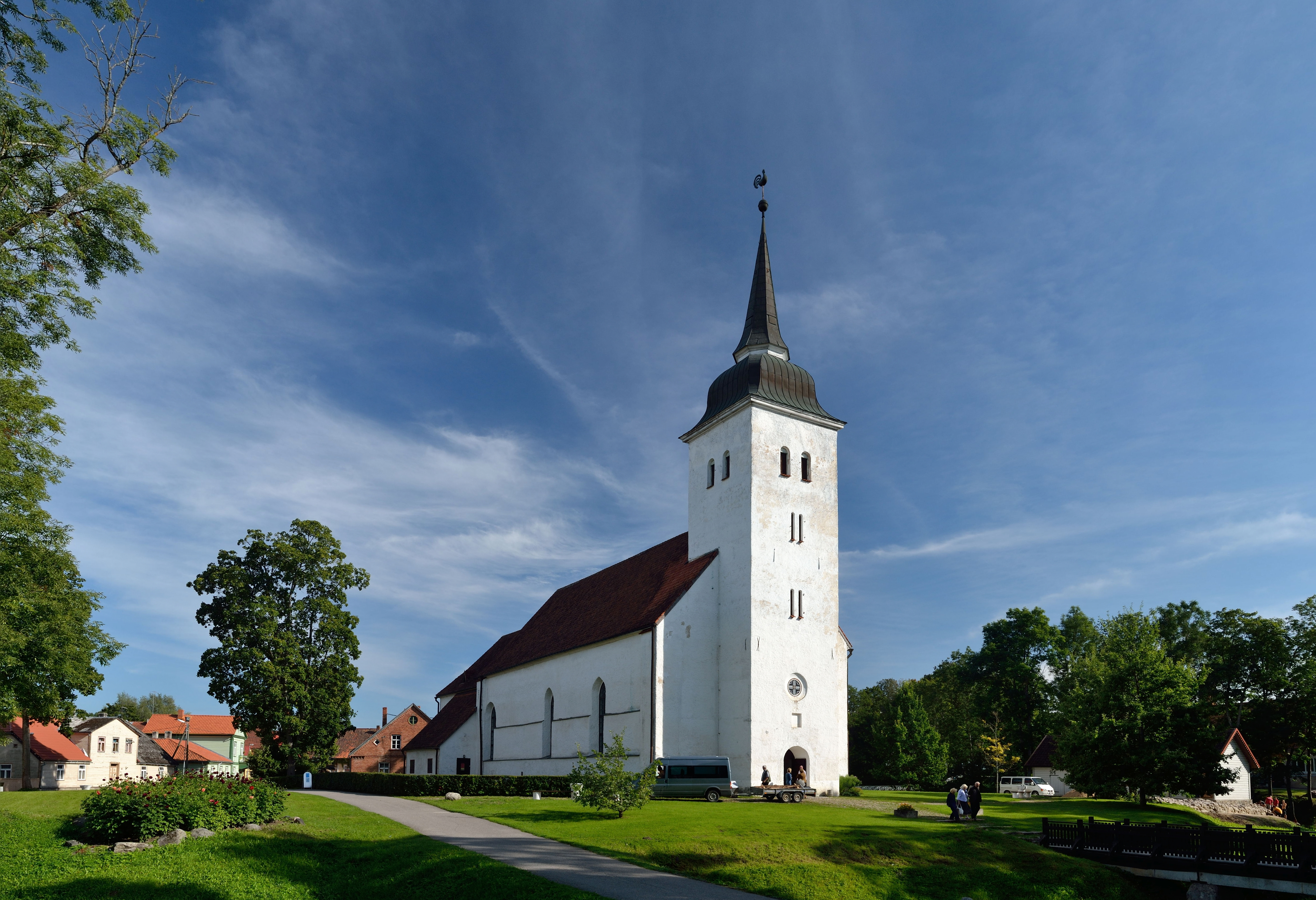
Viljandi Jaani kirik
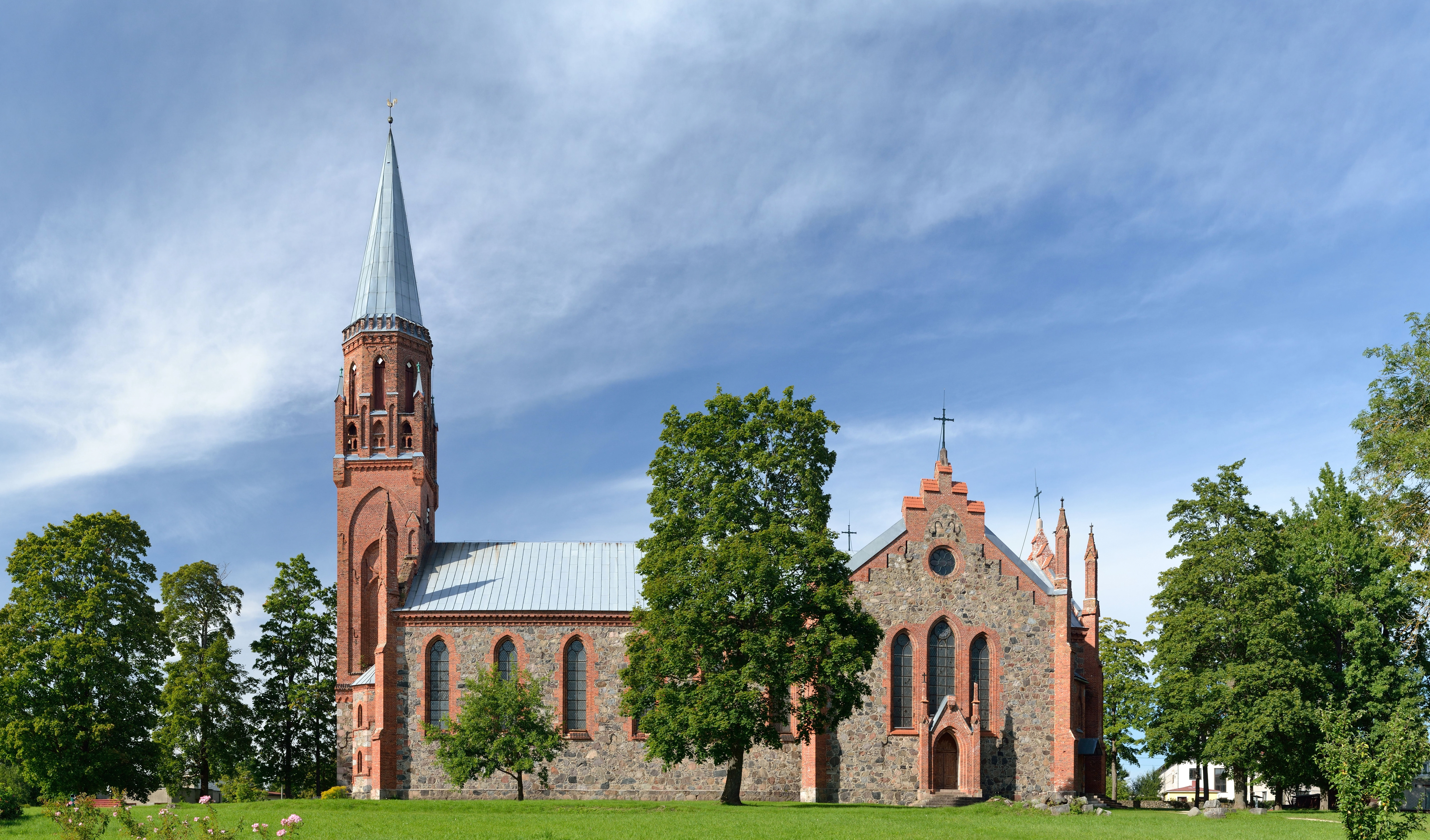
Viljandi Pauluse kirik
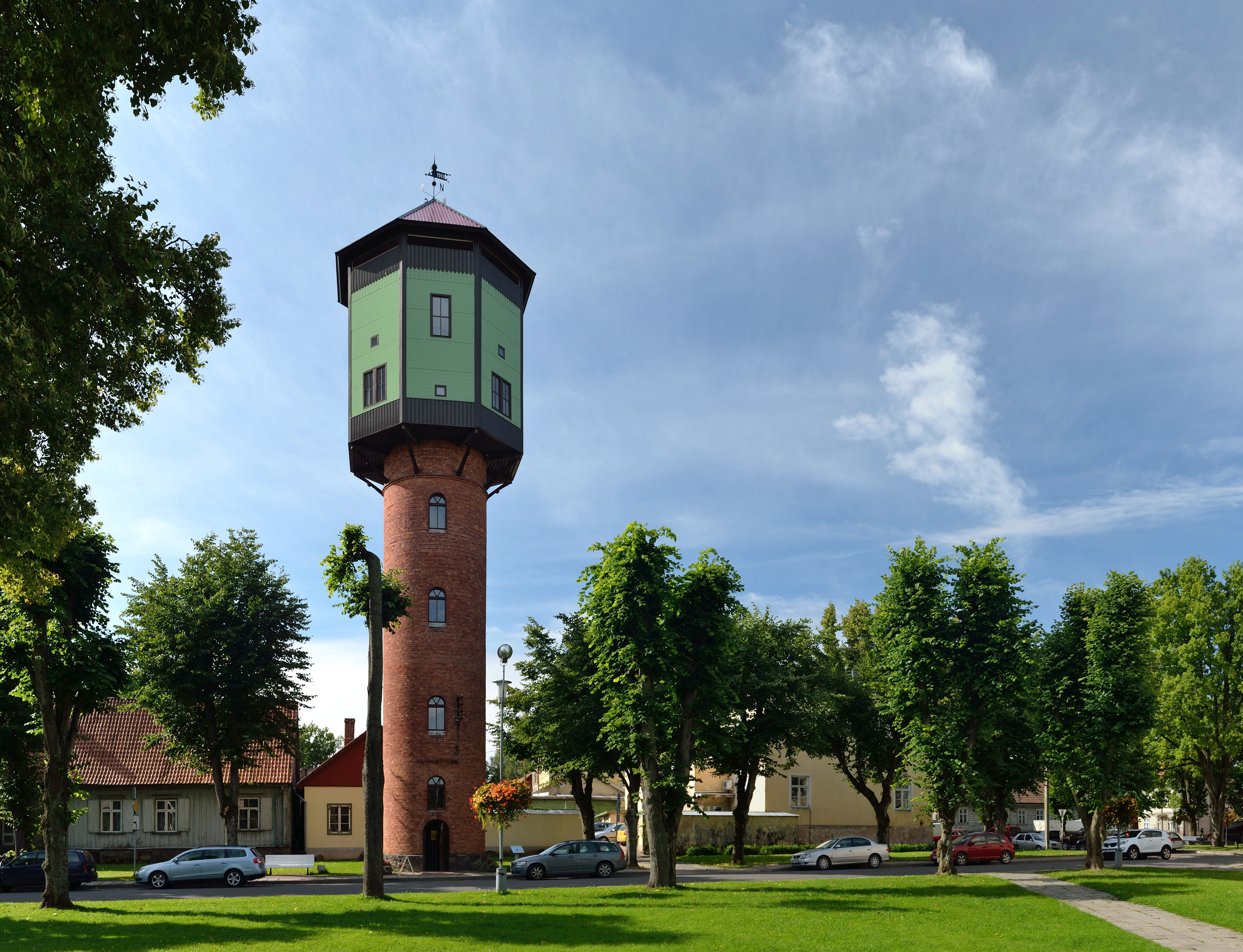
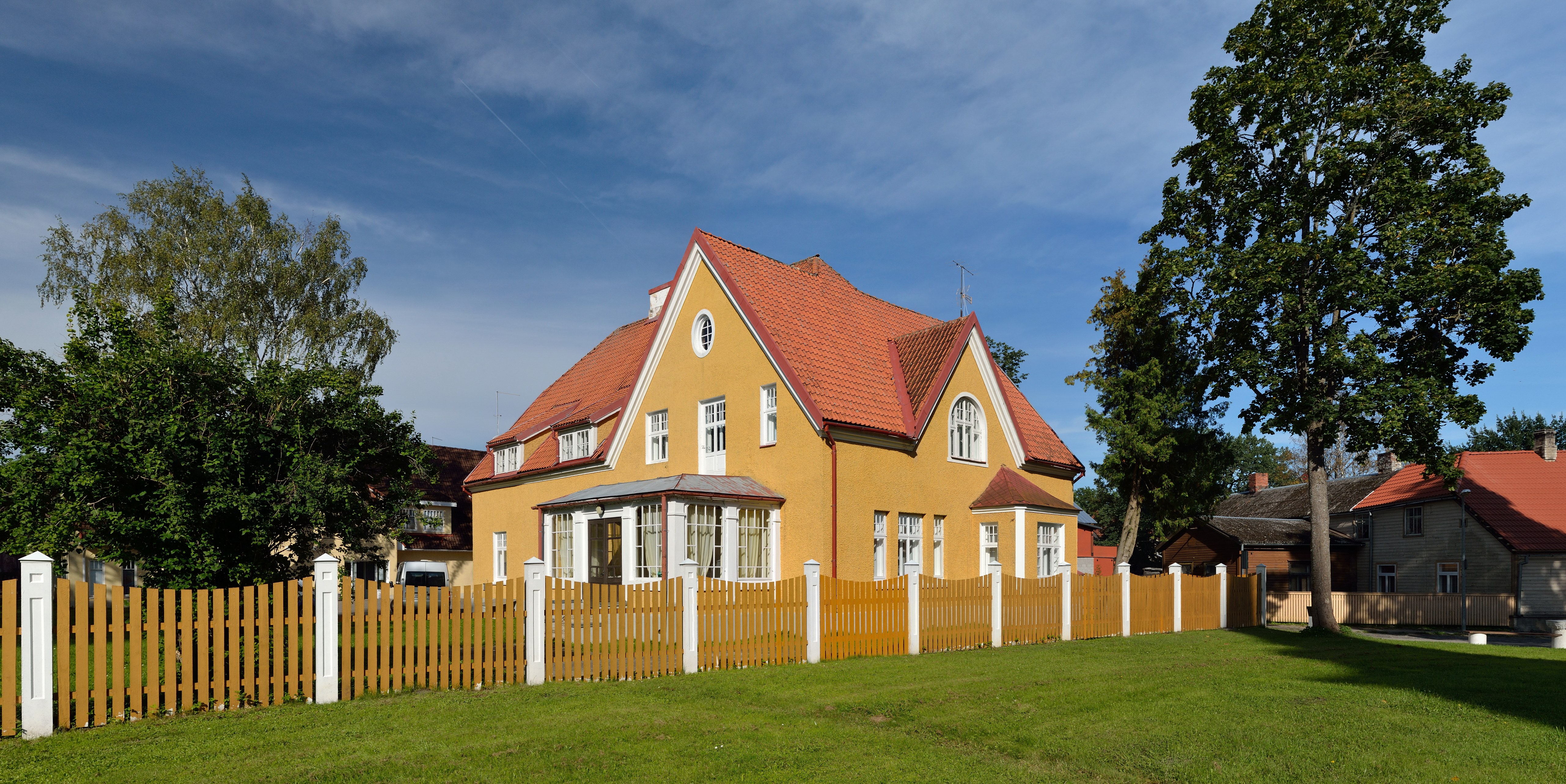

### Fotnoter
1. 1 2  pub.stat.ee
2. ↑  http://geoportaal.maaamet.ee
3. ↑  ”NASA Earth Observations: Population Density”. NASA/SEDAC. Arkiverad från originalet den 9 februari 2016. https://web.archive.org/web/20160209064446/http://neo.sci.gsfc.nasa.gov/view.php?datasetId=SEDAC_POP. Läst 30 januari 2016.
4. ↑  ”NASA Earth Observations: Land Cover Classification”. NASA/MODIS. Arkiverad från originalet den 28 februari 2016. https://web.archive.org/web/20160228161657/http://neo.sci.gsfc.nasa.gov/view.php?datasetId=MCD12C1_T1. Läst 30 januari 2016.

- Wikimedia Commons har media som rör Viljandi.